# U–841
Az U–841 tengeralattjárót a német haditengerészet rendelte a brémai AG Wessertől 1941. január 20-án. A hajót 1943. február 6-án vették hadrendbe. Egy harci küldetése volt, hajót nem süllyesztett el.

## Pályafutása
Az U–841 egyetlen járőrútjára 1943. október 4-én futott ki Trondheimből, kapitánya Werner Bender volt. Október 17-én, a Farvel-foktól keletre a Brit Királyi Haditengerészet HMS Byard fregattja mélységi bombákkal elsüllyesztette a búvárhajót. A legénység 27 tagja meghalt, a többi 27 ember túlélte a támadást.

## Kapitány
| Név           | Kezdőnap         | Zárónap           |
| ------------- | ---------------- | ----------------- |
| Werner Bender | 1943. február 6. | 1943. október 17. |

## Őrjárat
| Indulás   | Indulónap        | Érkezés | Zárónap           |
| --------- | ---------------- | ------- | ----------------- |
| Trondheim | 1943. október 4. | *       | 1943. október 17. |

* A tengeralattjáró nem érte el úti célját, elsüllyesztették